# Lispe lowei
Lispe lowei este o specie de muște din genul Lispe, familia Muscidae. A fost descrisă pentru prima dată de Ringdahl în anul 1922. Conform Catalogue of Life specia Lispe lowei nu are subspecii cunoscute.